# Арыстанбеков, Таутан
Таутан Арыстанбеков (1897, бывшая Убаганская волость Костанайского уезда Тургайской области — 1975, Алматы) — советский казахский государственный и общественный деятель.

## Биография
Окончил 2-классное русско-казахское училище, затем учительскую семинарию в Омске (1914—1918). Активно участвовал в работе общества «Бирлик».
В конце 1917 года Арыстанбеков под влиянием С. Сейфуллина вместе с Д. С. Садвокасовым, А. Досовым, Х. Жусипбековым отделились от «Бирлика» и организовали Демократический совет казахской молодежи, Арыстанбеков был избран председателем. Весной 1918 года за ведение агитационно-пропагандистской работы арестован.
В 1918—1923 годах учительствовал. В 1921 году участвовал в II Всеказахстанском съезде, где избран членом ЦИК КазАССР.
В 1923—1924 годах учился на юридическом факультете Среднеазиатского государственного университета.
В 1924—1926 годах заместитель прокурора Костанайского округа. В 1927—1928 годах прокурор наркома юстиции КазССР, председатель Сырдариинского губернаторского суда.
В 1937 году репрессирован и осуждён на 10 лет. В 1947 году возвратился из заключения. В 1948 году снова сослан в Красноярский край. Реабилитирован в 1957 году.